# Napoleon, Michigan
Napoleon är en så kallad census-designated place i Jackson County i Michigan. Vid 2010 års folkräkning hade Napoleon 1 258 invånare.